# Billy Baxter
Billy Baxter (Augusta (Georgia), 11 september 1940) is een professionele pokerspeler uit de Verenigde Staten. Met zeven World Series of Poker toernooien op zijn naam, staat hij zevende in de lijst met meeste WSOP overwinningen. Alleen Erik Seidel, Johnny Moss, Johnny Chan, Doyle Brunson, Phil Hellmuth en Phil Ivey hebben er meer.
Baxter is vooral bekend om de rechtszaak tussen hem en de Amerikaanse belastingdienst. Voordat de rechtszaak plaatsvond, werd de winst van professioneel pokerspeler niet gezien als een salaris. Baxter wist de rechter ervan te overtuigen dat poker zijn werk was, met als gevolg dat hij en alle andere Amerikaanse pokerspelers minder inkomstenbelasting hoefden te betalen.
In 2006 werd Baxter opgenomen in de Poker Hall of Fame.

## World Series of Poker bracelets
| Jaar | Toernooi                    | Prijs    |
| ---- | --------------------------- | -------- |
| 1975 | $1.000 Deuce to Seven       | $35.000  |
| 1978 | $10.000 Deuce to Seven Draw | $90.000  |
| 1982 | $10.000 Deuce to Seven Draw | $95.000  |
| 1982 | $2.500 Ace to Five Draw     | $48.750  |
| 1987 | $5.000 Deuce to Seven Draw  | $153.000 |
| 1993 | $5.000 Deuce to Seven Draw  | $130.500 |
| 2002 | $1.500 Razz                 | $64.860  |